# Pallacanestro Trapani
Pallacanestro Trapani, vollständig Club Sportivo Pallacanestro Trapani Ssd Arl, ist ein italienischer Basketballverein aus Trapani.

## Geschichte
Der Verein wurde 1964 gegründet und spielte erstmals in einer regionalen Liga, der Serie C. 1983 folgte der Aufstieg in die Serie B. In der Spielzeit 1989/90 erreichte Trapani die entscheidende Spielserie um den Aufstieg in die Serie A2, die zweite Basketball-Liga in Italien. Das Team setzte sich 2:0 gegen Sangiorgese durch.
1990 stieg Pallacanestro Trapani erstmals in die Serie A1 auf, musste jedoch sofort wieder absteigen. In der ersten Saison in der Serie A erreichte das Team den 14. Platz in der Hauptrunde. Es folgten vier Jahre in der Serie A2, in denen man überwiegend Mittelfeldplätze belegte. Zweimal erreichte das Team die Play-offs um den Aufstieg in die Serie A.
1996 stieg der Verein die drittklassige Serie B ab und löste sich zu Ende der Spielzeit 1996/97 auf, um sich unter dem neuen Stammverein Associazione Basket Trapani für die viertklassige Serie C2 anzumelden. Bis zum Wiederaufstieg in die zweite Spielklasse 2013 spielte Trapani abwechselnd in der dritten und vierten Spielklasse. In dieser Zeit wechselte der Verein auch mehrmals den Namen.

## Sponsorennamen
| - Vor 1970: niemand - 1970–1971: Issa - 1971–1984: niemand - 1984–1986: Pasta Poiatti - 1986–1988: Olio Caruso - 1988–1989: niemand - 1989–1990: Vini Racine - 1990–1991: Birra Messina - 1991–1992: L’altra Sicilia - 1992–1996: Tonno Auriga - 1996–1998: niemand | - 1998–1999: Banca del Popolo Trapani - 1999–2001: Banca Popolare Sant’Angelo - 2001–2002: niemand - 2002–2003: Satin - 2003–2004: niemand - 2004–2009: Banca Nuova - 2009–2010: niemand - 2010–2011: Shinelco - 2011–2012: Gestamp Solar/Lighthouse - 2012–2015: Lighthouse - seit 2015: Lighthouse/Conad |

## Bekannte Spieler

### Zurückgezogene Trikotnummern
- Francesco Mannella (Nr. 12; seit 2015)
- Davide Virgilio (Nr. 4; seit 2014)

### Sonstige
| - Mario Piazza 10 Saison: '86/'95, '01/'02 - Claudio Castellazzi 10 Saison: '83/'93 - Giuseppe Vento 9 Saison: '64/'67, '68/'74 - Amedeo Mazza 7 Saison: '82/'89 - Angelo Destasio 6 Saison: '83/'89 - Marco Martin 6 Saison: '86/'87, '88/'94 - Giuseppe Cassì 4 Saison: '89/'93 - Gennaro Tessitore 4 Saison: '06/'10 - Walter Santarossa 2 Saison: '09/'10 - Augusto Binelli 2 Saison: '02/'04 | - Reggie Johnson 1 Saison: '90/'91 - Wendell Alexis 2 Saison: '91/'93 - Bobby Lee Hurt 2 Saison: '90/'91, '92/'93 - John Shasky 1 Saison: '91/'92 - Ron Rowan 1 Saison: '93/'94 - Kris Clack 1 Saison: '04/'05 - Chris Owens 1 Saison: '04/'05 - Brent Darby 1 Saison: '04/'05 - Alex Legion 1 Saison: '14/'15 - T.J. Bray 1 Saison: '14/'15 | - Franjo Arapović 1 Saison: '95/'96 - Chris Haslam 1 Saison: '05/'06 - Juan Mendez 1 Saison: '05/'06 - Gints Antrops 4 Saison: '05/'09 - Ariel Svoboda 3 Saison: '10/'13 - Germán Sciutto 1 Saison: '04/'05 - Maximiliano Reale 2 Saison: '06/'08 - Paulinho Motta 1 Saison: '02/'03 - Dusan Stijepovic 2 Saison: '07/'09 - David Pennisi 1 Saison: '02/'03 |

## Spielstätten
Das PalaIlio in Trapani ist eine 1994 in Betrieb genommene Sportarena, in der hauptsächlich Basketball-Wettkämpfe ausgetragen werden. Die Arena ist Heimstätte des Zweitligisten Pallacanestro Trapani.